# نبيذ تشيلي

موقع تشيلي في المخروط الجنوبي من أمريكا الجنوبية

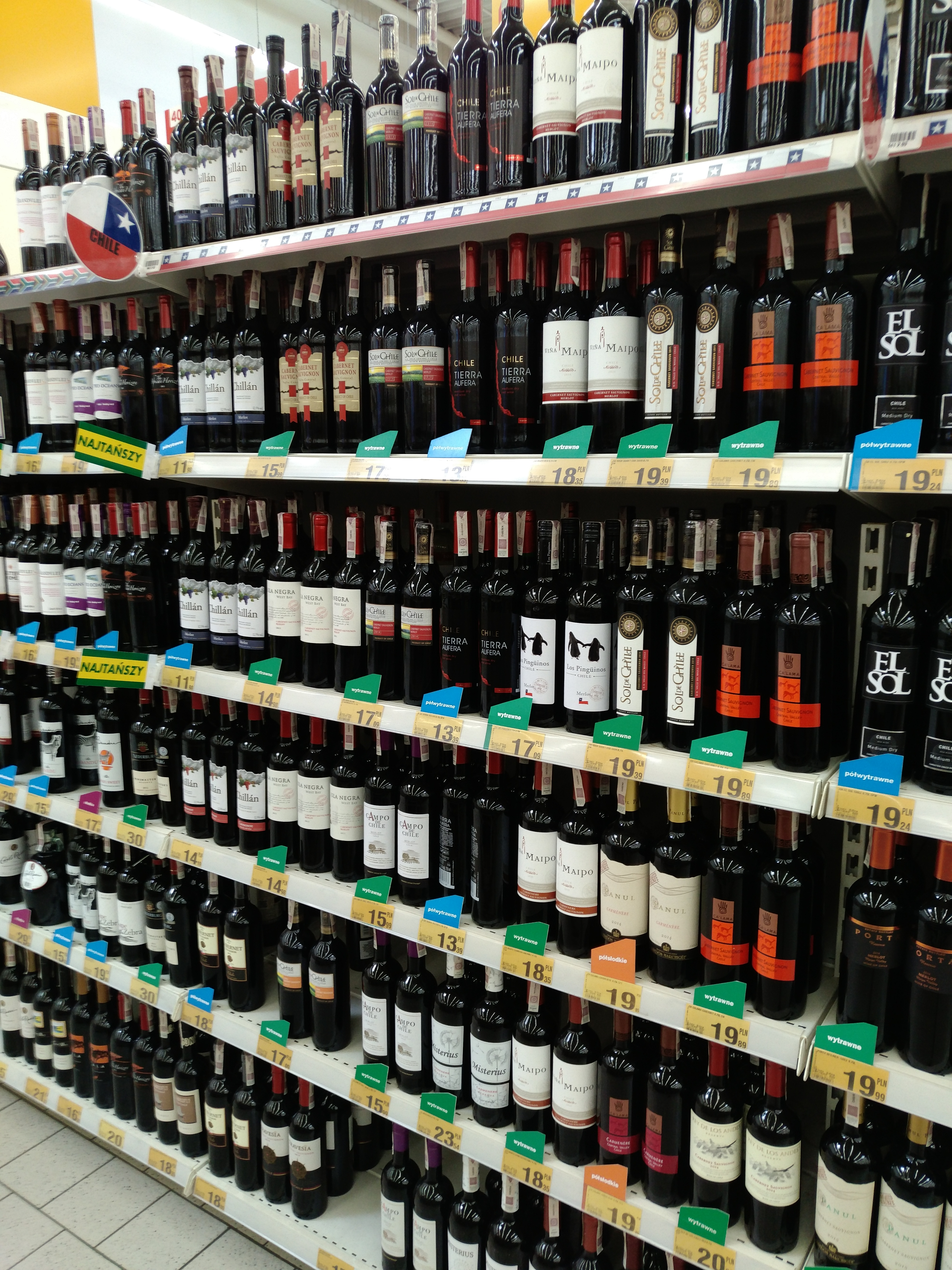
خمور تشيلية

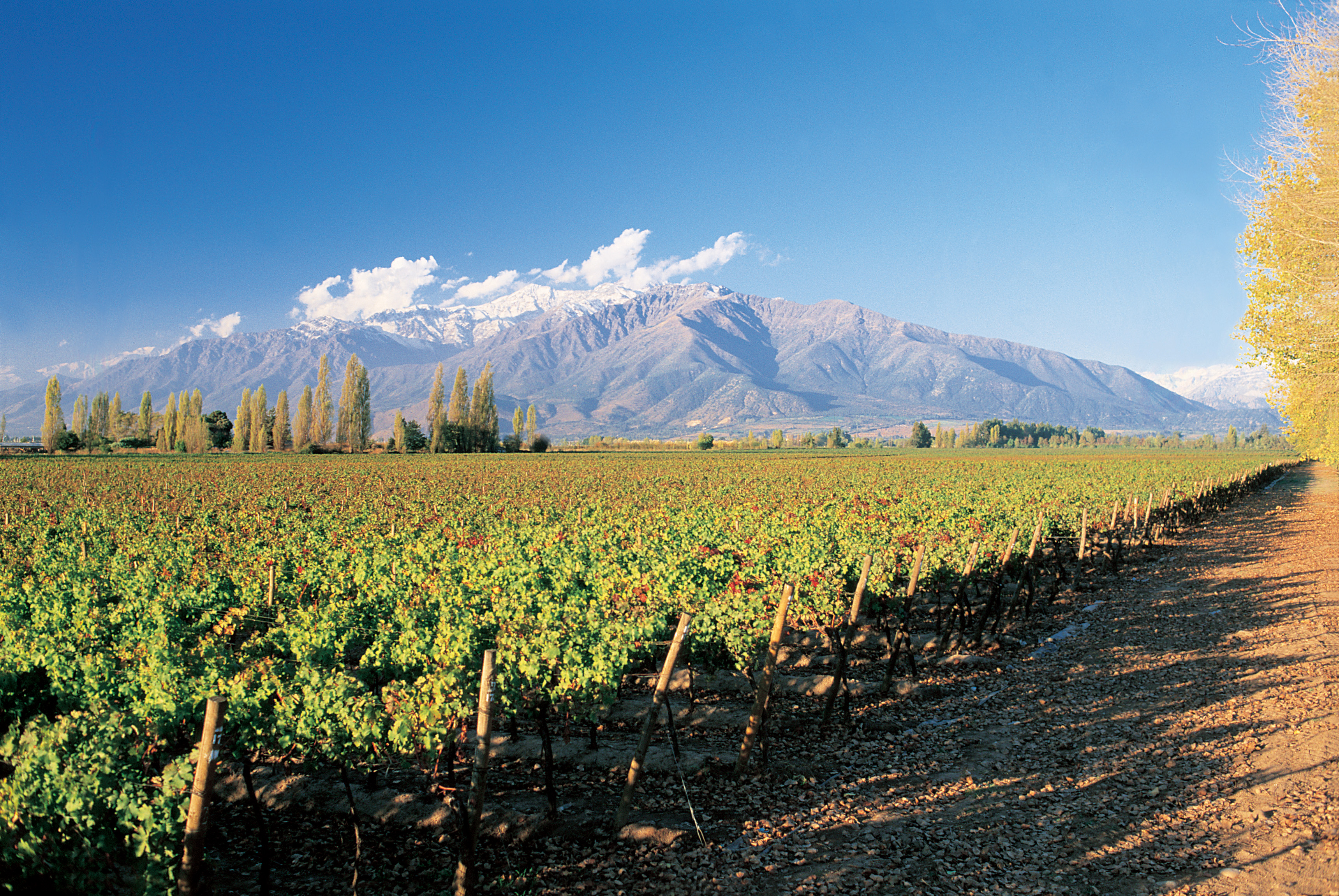
منظر لكروم العنب في تشيلي على سفوح جبال الأنديز.

النبيذ التشيلي له تاريخ طويل بالنسبة لمنطقة تُعد من مناطق نبيذ العالم الجديد، يرجع إلى القرن السادس عشر عندما أحضر الغزاة الإسبان كرمات النبيذ معهم خلال الاحتلال الإسباني للمنطقة. وفي منتصف القرن التاسع عشر، أُدخلّت أصناف النبيذ الفرنسي مثل كابيرنيت ساوفيجنون، ميرلو، كارمينيري وفرانك. وفي أوائل ثمانينات القرن العشرين، بدأت حركة نهضة مع إدخال خزانات التخمير المصنوعة من الفولاذ المقاوم للصدأ واستخدام براميل خشب البلوط لتعتيق الخمر. وقد نمت صادرات النبيذ بسرعة كبيرة مع نمو إنتاج النبيذ عالي الجودة. وزاد عدد مصانع النبيذ من 12 في 1995 إلى أكثر من 70 في 2005.[بحاجة لمصدر]
هاجر عدد كبير من الفرنسيين إلى تشيلي خلال أواخر القرن العشرين، مما جلب المزيد من المعرفة بالخمور إلى البلاد. وتعتبر تشيلي حالياً خامس أكبر مصدر للخمور في العالم وسابع أكبر منتج لها. ويوصف مناخها بأنه مثل متوسط المناخ بين كاليفورنيا وفرنسا. أكثر أصناف نبيذ العنب شيوعاً هي كابيرنيت ساوفيجنون، ميرلو وكارمينيري. حتى الآن، مازالت تشيلي خالية من حشرة الفيلوكسرا، مما يعني أن كروم العنب في البلاد لا تحتاج إلى تطعيمها بأصول جذرية مقاومة للفيلوكسرا.

## تاريخه

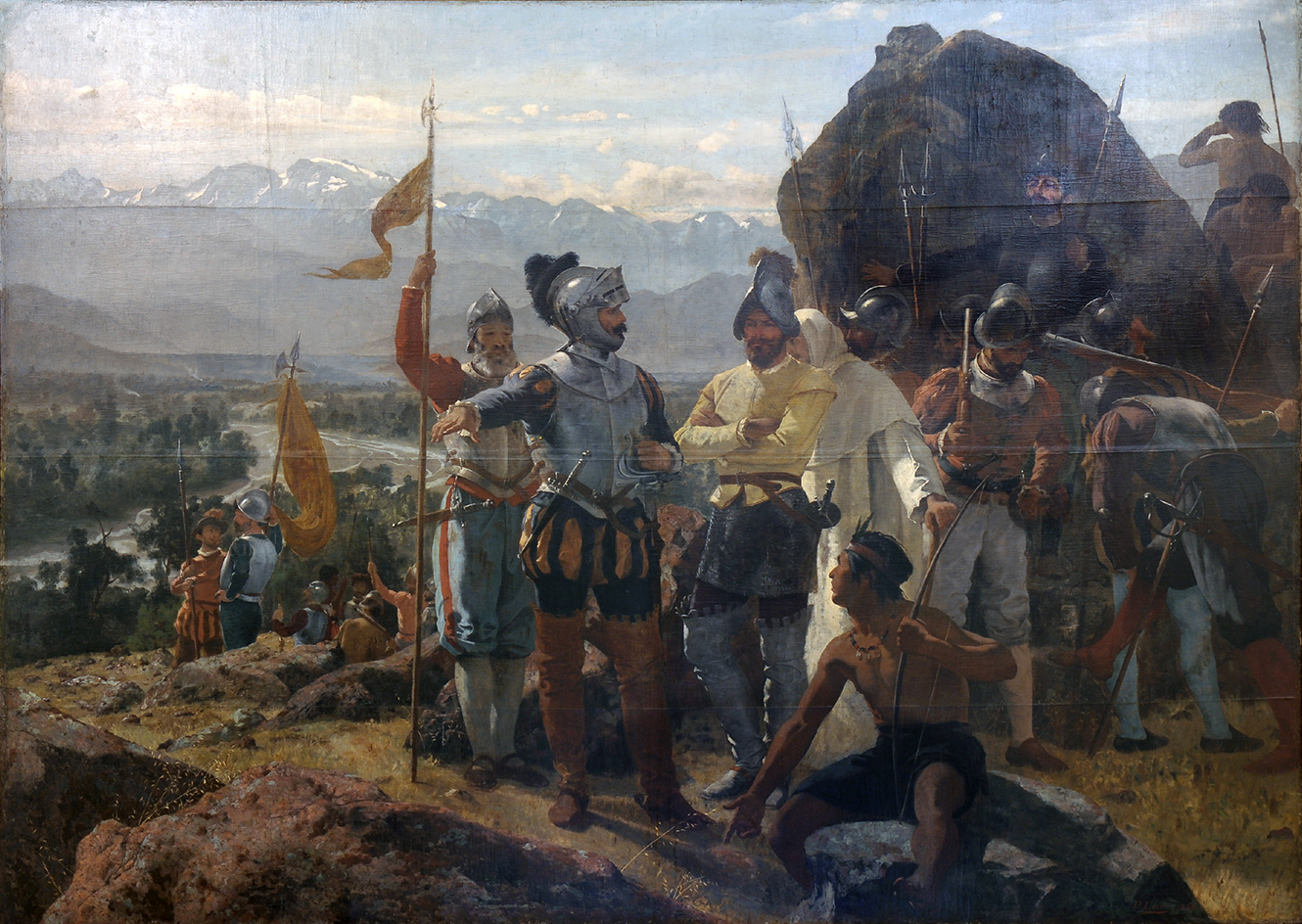
لوحة لبيدرو ليرا لعام 1889 عن تأسيس الغزاة لمدينة سانتياغو. وبمجرد أن استولى الإسبان على أرض السكان الأصليين، أحضروا معهم كروم العنب.

أحضر الغزاة الإسبان والمبشرين كرمات النبيذ الأوروبية معهم إلى تشيلي في القرن السادس عشر في حوالي 1554. تقول الأسطورة المحلية أن الفاتح فرانسيسكو دي أغيري نفسه زرع بنفسه الكرمة الأولى. على الأرجح جاءت الكرمات من مزارع الكروم الإسبانية المزروعة في بيرو والتي تضمنت «العنب الأسود الشائع»، كما كان معروفاً، فقد أحضره إرنان كورتيس إلى المكسيك في 1520. سيخلف هذا النوع عنب بايس الذي كان مزروعاً بشكل كبير وسيصبح أكثر أنواع العنب التشيلي المزروعة على نطاق واسع حتى القرن الحادي والعشرين. زرع الرهبان اليسوعيون هذه الكروم المبكرة، لاستخدام النبيذ للاحتفال بالقربان المقدس. وبحلول أواخر القرن السادس عشر، وصف المؤرخ التشيلي المبكر ألونسو دي أوفالي أصناف الزراعات الواسعة الانتشار «للعنب الأسود الشائع» مثل؛ موسكات، تورونتيل، ألبيلهو ومولار.
خلال الحكم الإسباني، خضعت مزارع الكروم لقيود تتعلق بالإنتاج مع اشتراط أن يشتري التشيليون معظم نبيذهم مباشرة من إسبانيا نفسها. وفي 1641، حظرت إسبانيا استيراد النبيذ من تشيلي ومستعمرة بيرو الواقعة تحت التاج الإسباني، مما ألحق أضراراً بالغة بصناعة النبيذ في المستعمرة. وقد تسببت خسارة السوق في وجود فائض هائل من العنب المستخدم في صنع مشروب البيسكو والأغواردينتي. كما تسبب التركيز على إنتاج البيسكو فقط، إلى القضاء تقريباً على إنتاج النبيذ في بيرو. لكن بالنسبة لغالبية التشيليين، فقد تجاهلوا هذه القيود، مفضلين إنتاجهم المحلي على الخمور المؤكسدة ذات رائحة الخل التي لم تحفظ جيداً خلال الرحلة الطويلة من إسبانيا. وقد كانوا جسورين للغاية لدرجة أنهم بدأوا في تصدير بعض أنواع النبيذ إلى بيرو المجاورة وفي إحدى المرات استولى القرصان الإنجليزي المفوض فرانسيس دريك على إحدى شحن التصدير هذه في البحر. وعندما علمت إسبانيا بالحدث وبدلاً من أن تصب جام غضبها على دريك، أرسلت لائحة اتهام مجدداً إلى تشيلي مع أوامر باقتلاع معظم مزارع الكروم الخاصة بها. هذا الأمر، أيضاً، جرى تجاهله غالباً.
في القرن الثامن عشر، كانت تشيلي معروفة في الغالب بنبيذها الحلو المصنوع من كروم البايس والموسكات. ولأجل إنتاج مستوى عالٍ من الحلاوة، غالباً ما كانت تُغلى الخمور مما يركز عصارة العنب. بعد تحطم سفينته قبالة ساحل كايب هورن، سافر الأدميرال جون بايرون (جد الشاعر لورد بايرون) عبر تشيلي وعاد إلى إنجلترا بتقييم عالٍ لنبيذ الموسكات التشيلي مقارناً إياه بمحاباة مع نبيذ ماديرا. في حين لم يكن أندريه جوليان، كاتب النبيذ في القرن التاسع عشر، منبهراً بالخمور التشيلية، حيث شبهها «بجرعة دواء من الراوند والسنا».
على الرغم من ارتباطه سياسياً بإسبانيا، إلا أن تاريخ النبيذ في تشيلي تأثر بشكل كبير بصناعة النبيذ في فرنسا، خاصة صناعة النبيذ في بوردو. وقبيل وباء الفايلوكسيرا الذي أصاب الكروم الفرنسية، تأثر ملاك الأراضي الأثرياء التشيليون بزياراتهم إلى فرنسا حيث بدأوا في استيراد الكروم الفرنسية لزراعتها. كان الدون سيلفستري إيراثوريث أول من استورد كروم؛ كابرنيه سوفينيون، مارلوت، كابرنيه فرانك، مالبك، سوفينيون بلانك وسيميون. وقد وظف أخصائياً فرنسياً في علم الخمور للإشراف على زراعة كرومه وإنتاج النبيذ بنفس نوعية نبيذ بوردو. رأى إيراثوريث إمكانيات تشيلي في ذلك الأمر حتى أنه جرب عنب النبيذ الألماني «ريسلينغ». وفي الأحداث الموازية التي أصابت منطقة نبيذ ريوخا، تحول ظهور وباء الفايلوكسيرا في عالم النبيذ الفرنسي إلى حدث إيجابي في صالح صناعة النبيذ التشيلي. فمع تلف كروم العنب، سافر العديد من صانعي النبيذ الفرنسيين إلى أمريكا الجنوبية وبذلك نقلوا خبراتهم وتقنياتهم معهم. في ذلك الوقت، أسس الدون سيلفستري أوتشاغافيا إيتشاثاريتا مصنع نبيذ أوتشاغافيا في 1851، كما أسس الدون ماكسميانو إيراثوريث مصنع نبيذ فينيا إيراثوريث في 1870، حيث استقدم العنب من فرنسا واستخدمه في صناعة النبيذ.

## في القرن العشرين
تعطلت صادرات النبيذ التشيلي إلى الأرجنتين بسبب عدم وجود وسائل النقل البري الفعال وسلسلة من مخاوف اندلاع حرب. تغير هذا الوضع بعد توقيع معاهدات مايو في 1902 وافتتاح خط سكة حديد ترانساندين في 1909، مما جعل فكرة الحرب غير مرجحة وأصبحت من السهل التجارة عبر جبال الأنديز. وقد وافقت الحكومتان على توقيع اتفاقية تجارة حرة. إلا أن اتحاد مزارع الكروم الأرجنتيني (Centro Vitivinícola Nacional)، الذي يسيطر عليه مهاجرون أوروبيون، عارضها بقوة لأن الخمور التشيلية كانت تشكل تهديداً للصناعة المحلية. وقد انتهت شكاوى مُزارعي النبيذ الأرجنتيني جنباً إلى جنب شكاوى مزارعي الماشية في تشيلي عندما انتهى الأمر بانهيار خطط اتفاقية التجارة الحرة.
أدى عدم الاستقرار السياسي في القرن العشرين، بالإضافة إلى اللوائح البيروقراطية والضرائب المرتفعة، إلى تباطؤ نمو صناعة النبيذ في تشيلي. وقبيل ثمانينيات القرن الماضي، كانت الغالبية العظمى من النبيذ التشيلي تعتبر ذات جودة منخفضة ويستهلك معظمها محلياً. ومع ازدياد الوعي بقدرات تشيلي المتنامية في مجال الزراعة، زاد الاستثمار الأجنبي في مصانع النبيذ التشيلية. شهدت هذه الفترة العديد من التطورات التقنية في صناعة النبيذ حيث حازت تشيلي على سمعة طيبة فيما يتعلق بالنبيذ عالي الجودة ذي الأسعار المعقولة. بدأت شيلي في التصدير على نطاق واسع، لتصبح ثالث أكبر مصدر للنبيذ للولايات المتحدة، بعد فرنسا وإيطاليا بحلول نهاية القرن الحادي والعشرين. ومنذ ذلك الحين تراجعت إلى المركز الرابع في الولايات المتحدة، حيث تجاوزتها أستراليا، لكن التركيز تحول إلى التوسع في صادرات أسواق النبيذ الرئيسية الأخرى في العالم مثل المملكة المتحدة واليابان.

## المناخ والجغرافيا

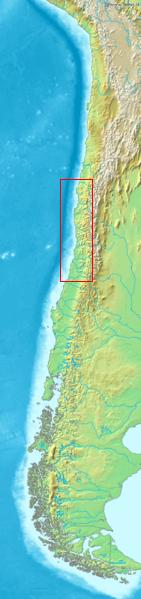
خريطة تضاريس تشيلي مع إظهار أكبر مناطق إنتاج النبيذ في تشيلي.

تعد تشيلي دولة طويلة وضيقة تحكمها جبال الأنديز جغرافياً ومناخياً من الشرق والمحيط الهادئ من الغرب. وتوجد مزارع الكروم في تشيلي على امتداد 800 ميل من الأرض الزراعية بداية من إقليم أتاكاما إلى إقليم بيو بيو جنوباً. ويتباين المناخ بكونه حار وجاف جداً في الأقاليم الشمالية بينما تتميز الأقاليم الجنوبية بأنها أكثر برودة ورطوبة. وفي الوادي المركزي حول سانتياغو، فإن المناخ جاف بمتوسط 15 بوصة (38 سم) من الأمطار مع احتمال ضئيل بحدوث الصقيع في فصل الربيع. وتساعد مجاورة جبال الأنديز الجافة على إحداث تنوع واسع في درجات الحرارة اليومية بين درجات الحرارة في النهار وأثناء الليل. هذا الانخفاض في درجة الحرارة أمر حيوي في الحفاظ على مستويات حموضة العنب.
تعتمد معظم مناطق النبيذ الممتازة في تشيلي على الري للحفاظ على مزارع الكروم، بالحصول على المياه اللازمة من ذوبان قمم الثلوج في جبال الأنديز. وبينما لا تعاني مناطق النبيذ المتنامية على طول المناطق الساحلية وفي أقصى الجنوب، إلا أن على أصحاب مزارع الكروم التعامل مع عوامل أخرى مثل تيار همبولت القادم من المحيط الهادئ الذي بإمكانه أن يبلل كرماً بغطاء من الهواء البارد. وبالنسبة لبقية مناطق النبيذ في تشيلي، تعمل المناطق الساحلية كعازل مؤقت للتيارات الهوائية كما تعمل كصحراء ظل مطري. وتزرع مزارع الكروم في هذه المناطق على سهول الوديان في سفوح جبال الأنديز على طول الأنهار الرئيسية مثل أنهار مايبو ورابيل وماولي.
تقع مزارع الكروم في تشيلي بين خطي عرض 32 و38 درجة والتي ستعادل في نصف الكرة الشمالي جنوب إسبانيا وشمال إفريقيا. ومع ذلك، فإن المناخ في مناطق النبيذ في تشيلي أكثر اعتدالاً بكثير من تلك المناطق، بالمقارنة بشكل أكبر مع مناخ كلاً من كاليفورنيا وبوردو. وفي العموم، يصنف مناخ تشيلي على أنه مثل مناخ البحر الأبيض المتوسط مع وصول متوسط درجات حرارة الصيف إلى 59-64 درجة فهرنهايت (15-18 درجة مئوية) وارتفاع محتمل قدره 86 درجة فهرنهايت (30 درجة مئوية).

## أقاليم النبيذ
منذ ديسمبر 1994، حُددت الأقاليم المنتجة للنبيذ في تشيلي رسمياً على النحو التالي، للمساعدة في تحديد الميزات المختلفة للنبيذ الذي يُنتج في أجزاء متنوعة من جغرافيا تشيلي المتغيرة. وقد أعادت وزارة الزراعة التشيلية تحديدها في مرسوم صادر في مايو 2018 عن هيكل زراعة النبيذ على أساس الأقاليم:

### إقليم أتاكاما
أُطلق عليه هذا الاسم تيمناً بمُسمى الإقليم الإداري لإقليم أتاكاما وهذا الإقليم مُقسم إلى واديين، وادي كوبيابو وهواسكو وكلاهما مماثل لمقاطعتين تحملان نفس الأسمين. والإقليم معروف أساساً بإنتاج البيسكو وعنب الطاولة، ولكن في الخمسينيات، بدأ إنتاج النبيذ على نطاق ضيق حول كوبيابو. من أمثلة أنواع النبيذ التي تنتجها هذه الأودية "Vino Copiapino" (الذي يعني حرفياً، «نبيذ كوبيابينو») من إنتاج كروم فاخاردو "Viña Fajardo" ونبيذ باخاريتي، أحد أصناف الشراب المتنوعة الإسبانية الأصل التي تنتج حالياً بنجاح في وادي هواسكو.

### إقليم كوكيمبو
يضم إقليم كوكيمبو ثلاث مناطق فرعية لإنتاج النبيذ: إلكي، ليماري وتشوابا، وجميعها مترابطة مع مقاطعات تحمل نفس الأسماء.
- يقع وادي إلكي على بعد 530 كم (330 ميل) شمال سانتياغو، في الطرف الجنوبي من صحراء أتاكاما في إقليم كوكيمبو. ومن المعروف أنه ينتج عنب الطاولة إلى جانب الفواكه الأخرى، وكذلك البيسكو، الشراب الأكثر شعبية في تشيلي. إلا أنه تجدر الإشارة كونه أكثر مناطق إنتاج النبيذ نجاحاً في شمال تشيلي.

تمتد كروم العنب في المنطقة من المحيط الهادئ غرباً إلى جبال الأنديز شرقاً، على ارتفاع يصل 2,000 متراً عن مستوى البحر. (6,500 قدم). بدأ إنتاج النبيذ في وادي إلكي في التسعينيات عندما بدأ منتجو النبيذ التشيلي في البحث عن مواقع محتملة لزراعة الكروم خارج الوادي المركزي في تشيلي. ومنذ ذلك الحين، زُرعّ 286 هكتاراً (710 فداناً) من الكروم، معظمها على طول نهر إلكي في الوادي، بحيث يمكن لمزارعي العنب الحصول على مياه عالية الجودة لأغراض الري. وتتميز المنطقة بمناخ مشمس يشبه المناخ الصحراوي، معدل هطول الأمطار السنوية أقل من 70 مم (2.8 بوصة)، تضاريس صخرية جافة، وديان شديدة الانحدار وتلال معتدلة الحرارة ترطبها الرياح القوية التي تهب من المحيط الهادئ وجبال الأنديز، مما يحقق نتائج ممتازة لأصناف النبيذ المتنوعة مثل أصناف عنب شيراز.
- يقع وادي ليماري على بعد حوالي 470 كم (290 ميل) إلى شمال سانتياغو، في إقليم كوكيمبو.

زرعت الكروم لأول مرة بالوادي في منتصف القرن السادس عشر وشهدت طفرة مؤخراً، بسبب التقنيات الحديثة ورغبة صانعي النبيذ في إيجاد مزدرعات كروم نموذجية جديدة. وتشتهر المنطقة بإنتاج عنب ساوفيغنون وشاردوناي، التي زرعت لأول مرة خلال التسعينيات، كما تنتج بنجاح عنب شيراز وبينو نوار، مع وجود مناخ مشابه لإقليم مارلبورو في نيوزيلندا.
وللمحيط الهادئ تأثير فعال على ساحل الإقليم بفضل طبقة سُحُب كامانتشاكا، ذلك الضباب الذي يدخل الوادي من الغرب كل صباح وينحسر مع شروق الشمس فوق جبال الأنديز من الشرق. مع معدل هطول أمطار سنوية تصل لأقل من 4 بوصات، يستخدم الري بالتنقيط في ري الكروم التي تنمو في التربة الغنية بالمعادن. هذا المزيج ينتج خموراً منعشة بمذاق ذو حدة لا عضوية متميزة.
- يقع وادي شوابا على بعد حوالي 400 كيلومتر (250 ميل) شمال سانتياغو، في الجزء الجنوبي من إقليم كوكيمبو. مثل أتاكاما، تشتهر هذه المنطقة في المقام الأول بالبيسكو وعنب الطاولة.[7]

ويقع داخل أضيق جزء في تشيلي، حيث تلتقي جبال الأنديز بالنطاق الساحلي ويتألف من قطاعين هما إلابل وسلامانكا. وبينما لا توجد مصانع نبيذ في أي من هذين القطاعين، فإن مزارع الكروم المزروعة على تربة السفوح الصخرية تنتج كميات صغيرة من عنب شيراز وكابرنيه سوفينيون عالي الجودة بدرجتي حموضة عالية ومنخفضة، مما يزيد من اهتمام منتجي النبيذ بالمنطقة. يوجد نوع واحد فقط من النبيذ، نبيذ دي مارتينو شيراز، الذي يحمل حالياً علامة تسمية المنشأ «لوادي شوبا».

### إقليم أكونكاغوا
يضم إقليم فالبارايسو الإداري منطقتين فرعيتين لإنتاج النبيذ، وادي أكونكاغوا وكاسابلانكا. بالنسبة لوادي أكونكاغوا فهو مقترن مع مقاطعة سان فيليبي دي أكونكاغوا، في حين أن وادي كاسابلانكا مقترن مع البلدية التي تحمل ذات الاسم. كما أن بلدية بانكيخوي تكتسب سمعة تدريجية بإنتاج لنبيذ عالي الجودة.
- في وادي أكونكاغوا، يُستغل ذوبان الثلوج من أكونكاجوا والجبال المحيطة بها لري الكروم.

تشتهر منطقة النبيذ الصغيرة التي تبلغ مساحتها 1,098 هكتار بالنبيذ الأحمر، الذي نال استحساناً دولياً، حيث تقدم نبيذ «سينيا» من إنتاج فينا إيراثوريث قُدماً على كلاً من نبيذ شاتو لافيت وشاتو مارغو خلال مسابقة تذوق عشوائي عُقدت في برلين في 2004، كان ذلك علامة فارقة في صناعة النبيذ التشيلي. وعلى الرغم من أن الوادي معروف في المقام الأول بإنتاجه العنب الأحمر الذي يزرع في المناطق الداخلية، فإن العنب الأبيض يزرع حالياً في مزارع ساحلية جديدة.
- يأخذ وادي كاسابلانكا اسمه من البلدية التي يقع فيها ويمتد على بعد حوالي 30 كم (19 ميل) من الشرق إلى الغرب من الحدود الشرقية لمقاطعة فالبارايسو في إقليم فالبارايسو.

زرعت الكروم لأول مرة هنا في منتصف الثمانينيات أثناء إنعاش صناعة النبيذ التشيلي وسرعان ما أصبحت المنطقة معروفة بأصناف نبيذها الأبيض، لعل أبرزها ساوفيغنون بلانك وشاردوناي، إضافة إلى بينو نوار، الذي يزدهر خلال مناخه الأكثر برودة. وعلى الرغم من أن الوادي يقع عند خط عرض 33 جنوباً وبذلك يُعد أقرب بكثير من خط الإستواء أكثر من أي مزارع كروم أوروبية، فإن زراعة الكروم فيه ممكنة نتيجة تأثير التبريد من المحيط الهادئ، القادم في شكل ضباب بارد في الصباح وغطاء من الغيوم أكبر من المتواجد في أي مكان آخر في شمال تشيلي. وبينما يفيد التصريف الحر للطين والتربة الرملية زراعة الكروم، فإنه يشجع ظهور الديدان الخيطية، لذا فإن التطعيم فوق أصول الجذور المقاومة للديدان الخيطية أمر شائع.
- يٌعتبر وادي سان أنطونيو منطقة نبيذ صغيرة معروفة بإنتاج بينو نوار، ساوفيغنون بلانك وشاردوناي.

ويقع بالقرب من البحر حول مدينة سان أنطونيو، جنوب وادي كاسابلانكا وعلى بعد 55 ميلاً (89 كم) غرب سانتياغو. وكما هو الحال في مناطق النبيذ التشيلي الأخرى، مثل وادي كاسابلانكا، يتأثر وادي سان أنطونيو بشدة بتأثير المحيط الهادئ الذي يجعل إنتاج النبيذ متاحاً في هذه المنطقة. تعد التربة في الوادي جرانيتية، ضعيفة التصريف أو مصرفة جيداً بتربة سطحية من الطين، مما يوفر ركيزة جيدة للكروم. وتتركز الأمطار بشكل رئيسي في فصل الشتاء وتتطلب مزارع الكروم رياً بالتنقيط لبقية العام، باستخدام مياه نهر مايبو. يُنظر إلى وادي سان أنطونيو على أنه منطقة نبيذ مستحدثة ومن المتوقع أن تستمر صناعة النبيذ في التنامي مستقبلاً.

### إقليم الوادي المركزي

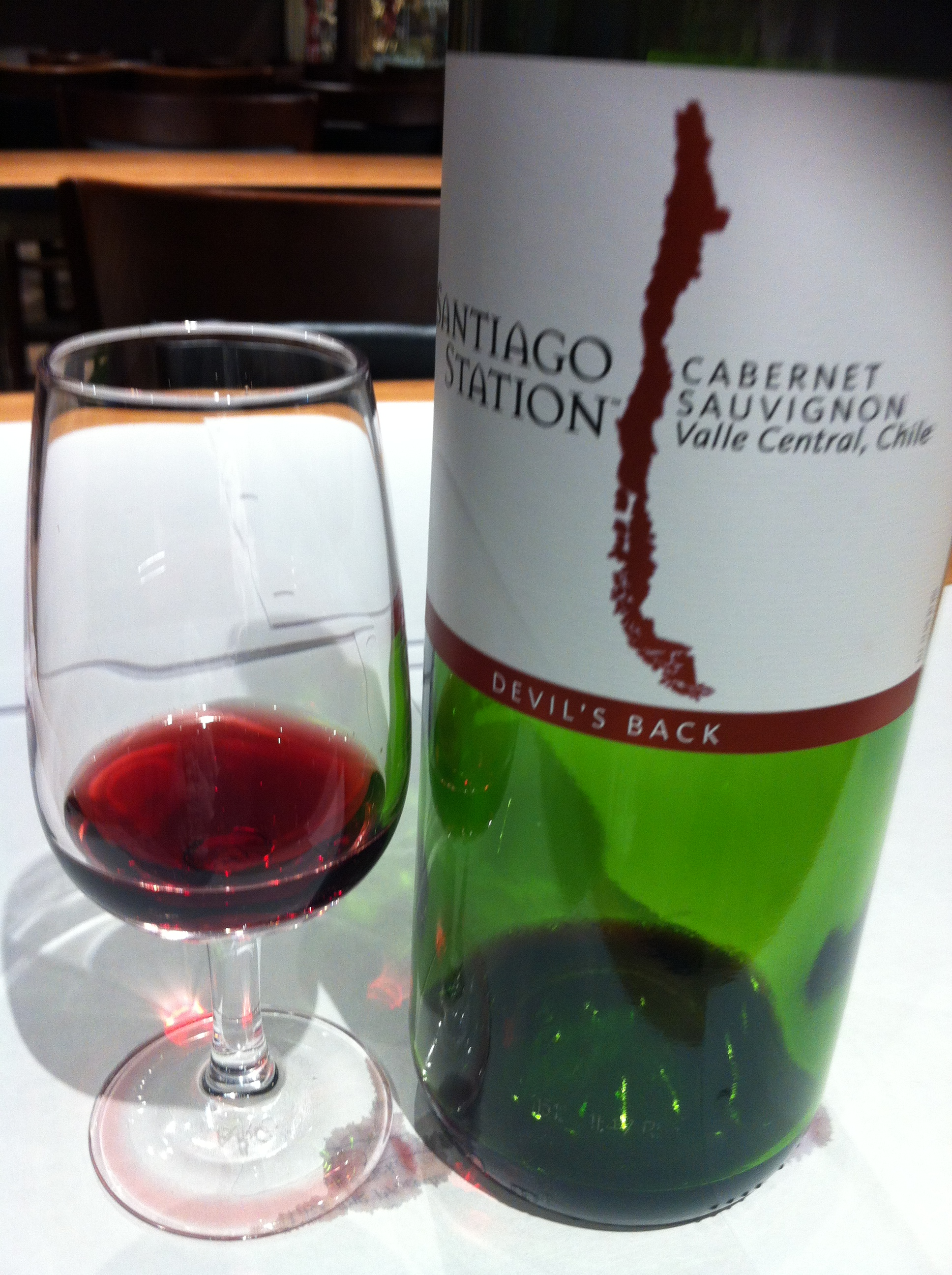
نبيذ كابيرنيت ساوفيغنون من إنتاج الوادي المركزي

يشمل الوادي المركزي المنطقة الإدارية السادسة من إقليم أوهيغينز والسابعة من إقليم مولي بالإضافة إلى إقليم متروبوليتان. التي يوجد بها أربع مناطق فرعية: وادي مايبو، وادي رابيل، وادي كوريكو ووادي ماولي. ويعد أكبر إقليم إنتاجاً للنبيذ في تشيلي معروف دولياً، يرجع ذلك بدرجة كبيرة إلى دنوه من عاصمة البلاد، سانتياغو. ويقع مباشرة عبر جبال الأنديز بجوار إقليم النبيذ الأكثر شهرة في الأرجنتين، إقليم ميندوزا وتشتهر تربة وادي مايبو بالملوحة العالية الناتجة عن الري من مياه نهر مايبو وانخفاض مستوى البوتاسيوم الذي له بعض الآثار على كروم العنب. كذلك تعاني كروم العنب في ماولي من انخفاض البوتاسيوم بالإضافة إلى نقص مستويات النيتروجين. وقد ساعدت التطورات في تقنيات كروم العنب في هذه المناطق على تعويض بعض هذه الآثار.
- يعتبر وادي مايبو الأقرب إلى سانتياغو ويمتد شرقاً من المدينة إلى جبال الأنديز وغرباً إلى الساحل، بينما يمتد جنوباً باتجاه بلدات؛ بادري هورتادو، بنيافلور، تالاغانتي، إيسلا دي ميبو ومليبيللا.

يمكن تقسيم وادي مايبو نفسه إلى ثلاث مناطق فرعية:
ألتو مايبو
تقع هذه المنطقة الفرعية في سفوح جبال الأنديز وتتأثر بشدة بالجبال. وبالنسبة للمناخ فهو بارد أثناء الليل ومشمس حار خلال النهار، جنباً إلى جنب مع التربة الصخرية المسامية الفقيرة، كل ذلك يضع الكرمات تحت الضغط مما ينتج بدوره نبيذ كابيرنت ساوفيجنون القوي المميز والأنيق.
مايبو الأوسط
يتماشى مع المنطقة المحيطة بنهر مايبو. حيث يهيمن كابرنيه سوفينيون على إنتاج النبيذ، لكن المنطقة بدأت أيضاً في إنتاج نبيذ كارمينير. تحتوي هذه المنطقة الفرعية على تربة صخرية غرينية وتعد الجزء الأكثر دفئاً وجفافاً في مايبو، التي تتطلب رياً بالتنقيط.
مايبو المحيط الهادئ
تستفيد المنطقة من التأثير الساحلي للمحيط الهادي وكذلك التربة الغرينية الموجودة فيها. ونتيجة تأثير المحيط، فهي مكان شائع لتجربة العنب الأبيض، لعل أبرزه سوفيجنون بلانك.
- وادي رابيل الذي اشتق اسمه بناءً على اسم نهر وبحيرة رابيل، أحد من أكبر مناطق إنتاج النبيذ في وسط الوادي، حيث ينتج حوالي ربع جميع أنواع النبيذ التشيلي. ويتألف من قطاعين أصغر، وداي كاتشابوال ووادي كولتشاغوا.

### وادي كاتشابوال
يحتل وادي كاتشابوال الجزء الشمالي من وادي رابيل والذي يقع بين مرتفعات بايني شمالاً وبلكويني جنوباً وبين جبال الأنديز غرباً والنطاق الساحلي الأصغر شرقاً. يشتق الوادي اسمه من نهر كاتشابوال الذي يتدفق عبر وادي رابيل، إلى جانب روافده؛ نهري كلارو وكورتاديرال. كل هذه المجاري المائية تصب في بحيرة رابيل. يعتبر مناخ الوادي مناخ متوسطي ثابت، محمي بواسطة النطاق الساحلي من تأثيرات التبريد القادمة من المحيط الهادئ. تقع معظم مصانع نبيذ كاتشابوال الشهيرة ومزارع الكروم باتجاه شرق الإقليم، على سفوح جبال الأنديز، بعيداً عن قاع الوادي الأكثر دفئاً. خُصصت هذه المنطقة لزراعة كروم كابيرنيت سوفينون وفي حين أنها أقرب إلى الساحل، حيث تتدفق نسائم المحيط عبر النطاق الساحلي، يُزرع المزيد من كروم كارمينير.
بعض مصانع النبيذ الموصى بها في هذه المنطقة: ألتاير، كاساس ديل توكي، كلوس دي فوس، لوس بولدوس، ميسيونيس دي رينجو، سان خوسيه دي أبالتا، تيراوسترال، توريون دي باريديس، فيك، فينيا لا روزا وفينيا تيباومي.

### وادي كولتشاغوا
يعد وادي كولتشاغوا أحد أشهر مناطق النبيذ في تشيلي. ويحتل الجزء الجنوبي من وادي رابيل، ويمتد من جبال الأنديز شرقاً إلى سلسلة الجبال الساحلية غرباً. تقع أغلب مزارع كولتشاغوا الهامة على سفوح الجبال الساحلية. وتشتهر المنطقة بكروم عنب مالبيك كبير الحجم، كابرينيت سوفينيون، كارمينير وشيراز. يتمتع وادي كولتشاغوا بمناخ متوسطي بارد، حيث يبلغ معدل هطول الأمطار 592 ملم (23.3 بوصة) وبتُربة طينية رملية والجرانيت المتحلل.
- يقع وادي كوريكو على بعد 200 كم (120 ميل) جنوب سانتياغو، عاصمة تشيلي، عند خط عرض 35 جنوباً، الذي يماثل خط عرض الطرف الجنوبي لإسبانيا. وهو مقسم إلى منطقتين فرعيتين: وادي تينو في الشمال ولونتيو في الجنوب. يشتهر إنتاج النبيذ في هذه المنطقة بمجموعة متنوعة من العنب من كابيرنيت سوفينيون وسوفينيون بلانك المعتمد ذو القيمة الجيدة.

على الرغم من أن نمو الكروم الأوروبي بدأ في منطقة كوريكو منذ منتصف القرن التاسع عشر، فإن إنتاج النبيذ العصري بدأ في كوريكو في أواخر سبعينيات القرن الماضي عندما قرر صانع النبيذ الإسباني ميغيل توريس استكشاف إمكانات هذه المنطقة، مع جلب تقنيات جديدة مثل خزانات الفولاذ المقاومة للصدأ التي أصبحت الآن شائعة للغاية في صناعة النبيذ التشيلي. شجعت مساعى توريس الاستثمار الأجنبي الذي بدوره أدى إلى زيادة زراعة واستكشاف أصناف العنب المناسبة للمنطقة. يعد وادي كوريكو اليوم واحد من أكثر مناطق النبيذ إنتاجية في تشيلي. يتميز مناخ الوادي بالتنوع. فالجزء الشرقي بالقرب من جبال الأنديز يعتبر أكثر برودة من الجانب الغربي بسبب النسائم التي تهبط من الجبال وتقع معظم أكبر المصانع المنتجة لنبيذ منطقة كوريكو في مولينا. في الطرف الغربي، تحمي الجبال الساحلية الوادي من تأثير المحيط. ويزرع وادي كوريكو بأصناف متنوعة من العنب أكثر من أي مكان آخر في تشيلي، لكن الأصناف المهيمنة هي كابيرنيت سوفينيون وسوفينيون بلانك. ربما ما يزال وادي كوريكو ينتج كابيرنيت سوفينيون لمنافسة النبيذ الأحمر من مايبو وربما ما يزال إنتاجه من سوفينيون بلانك لا يتطابق مع التركيبة المعقدة والطازجة الموجودة في إنتاج كازابلانكا من نفس العنب، لكن الوادي يمثل أحد مناطق العمود الفقري لصناعة النبيذ في تشيلي وإنتاجه ثابت ومعتمد.
- يقع وادي ماولي على بعد 250 كم (160 ميل) جنوب سانتياغو، عاصمة تشيلي ويشكل جزءاً من منطقة وسط الوادي. ويعد من أكبر مناطق زراعة النبيذ في تشيلي، كما أنه أحد أقدم وديان البلاد تنوعاً.[28]

يسمح حجم المنطقة بمجموعة نماذج مناخية صغرى متميزة تناسب كلاً من النبيذ الأحمر والأبيض، على الرغم من أنها تشتهر بنبيذ كابيرنيت سوفينيون القوي ونبيذ كارمينير العطري اللاذع. تسود التربة الخصبة البركانية المنطقة، على الرغم من أن أجزاءاً معينة من الوادي بها أنواع مختلفة من التربة، مثل منطقة إمبيدرادو التي تسودها التربة الصخرية. كان وادي ماولي أحد أولى مناطق زراعة الكروم في تشيلي الذي يرجع تاريخها إلى بداية الاستعمار. كان الوادي معروفاً في الأصل بكمية خموره أكثر من جودتها، لكنه جذب الاهتمام مجدداً في السنوات الأخيرة. منذ منتصف التسعينيات، أُدخلّت تقنيات جديدة تتيح للمنطقة تحسين جودة الخمور. على الرغم من ذلك، فقد نجت بعض التقنيات القديمة لمولي، وسرعان ما أصبحت المنطقة معروفة بكروم كاريغنان ذات السبعين 70 عاماً التي تستخدم لإنتاج النبيذ الأحمر اللين المحفوظ مع نكهات البرقوق والفاكهة السوداء الغنية. يقع ماولي في الطرف الجنوبي للوادي المركزي وهو أحد أروع المناطق المنتجة للنبيذ في تشيلي، على الرغم من أن نهر ماولي الذي يتدفق من الشرق إلى الغرب له تأثير معتدل على المناخ. يوفر النهر أيضاً أنواع التربة الغرينية المختلفة الموجودة في جميع أنحاء المنطقة والتي تحوي الجرانيت والطين الأحمر والطين الطفلي والحصى. يجرى تصريف التربة تصريفاً حراً وتكون أكثر خصوبة على المنحدرات التي تنمو فيها مزارع الكروم، من أرضية الوادي.

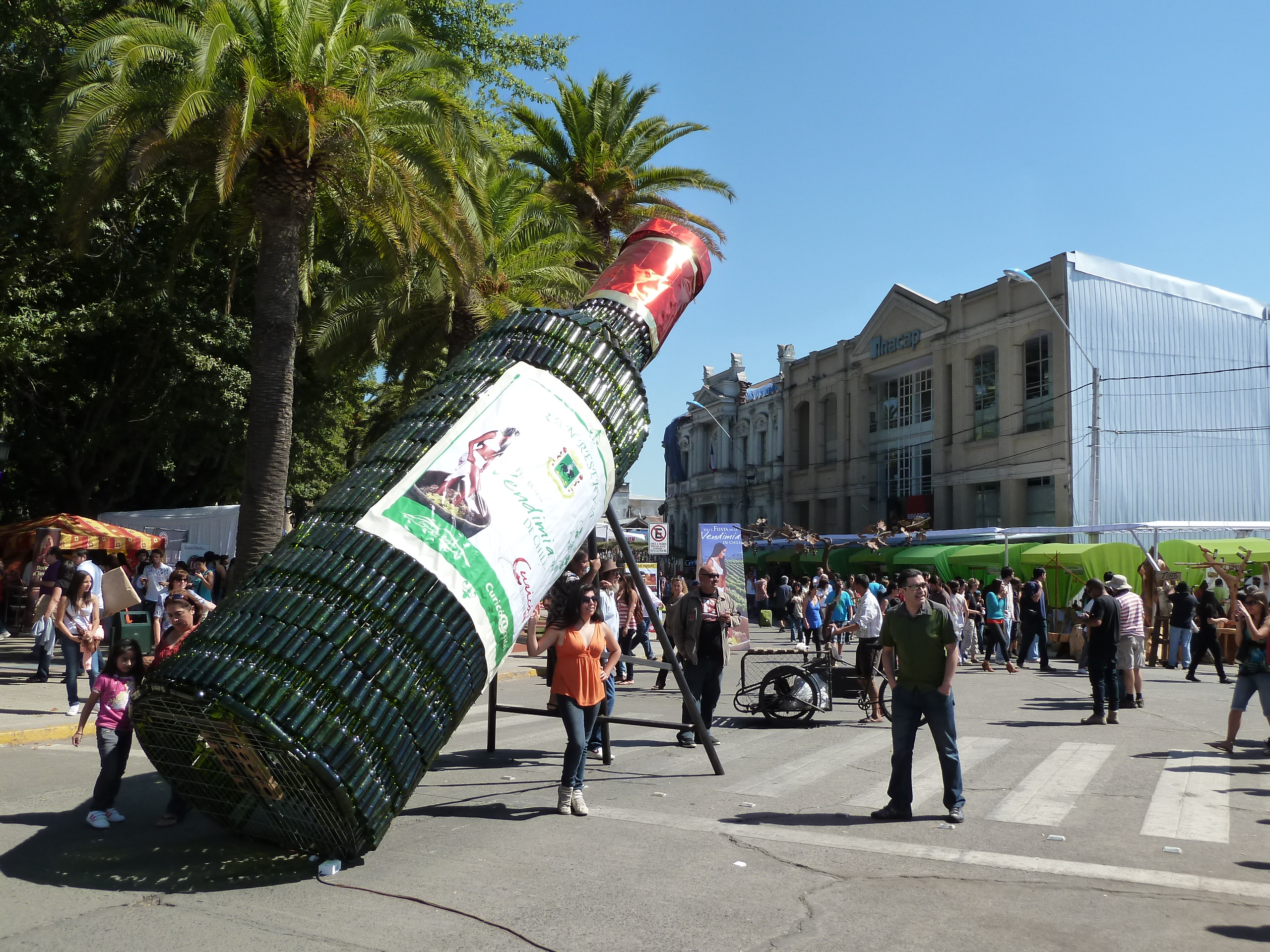
مهرجان فييستا دي فينديما (مهرجان حصيد الكروم)

تزرع العديد من الهكتارات عضوياً وتعتمد زراعتها عضوياً لعقود. ينتج وادي مولي نبيذًا ذا قيمة يومية جيدة من القيمة التي كانت تتحسن على مر السنين. هناك أيضاً كروم العنب القديمة المزروعة في مزارع جافة تنتج خلطات متوازنة من الحقول بشكل طبيعي من كاريغنان وكابيرنيت سوفينيون ومالبك وغيرها من الأصناف التي لم تحدد بعد. تشمل المزارع الجديدة ميرلوت وكابيرنيت فرانك وكارمينير ذات الطعم الحمضي الواضح بنكهات عصير الفاكهة.

## زراعة الكروم

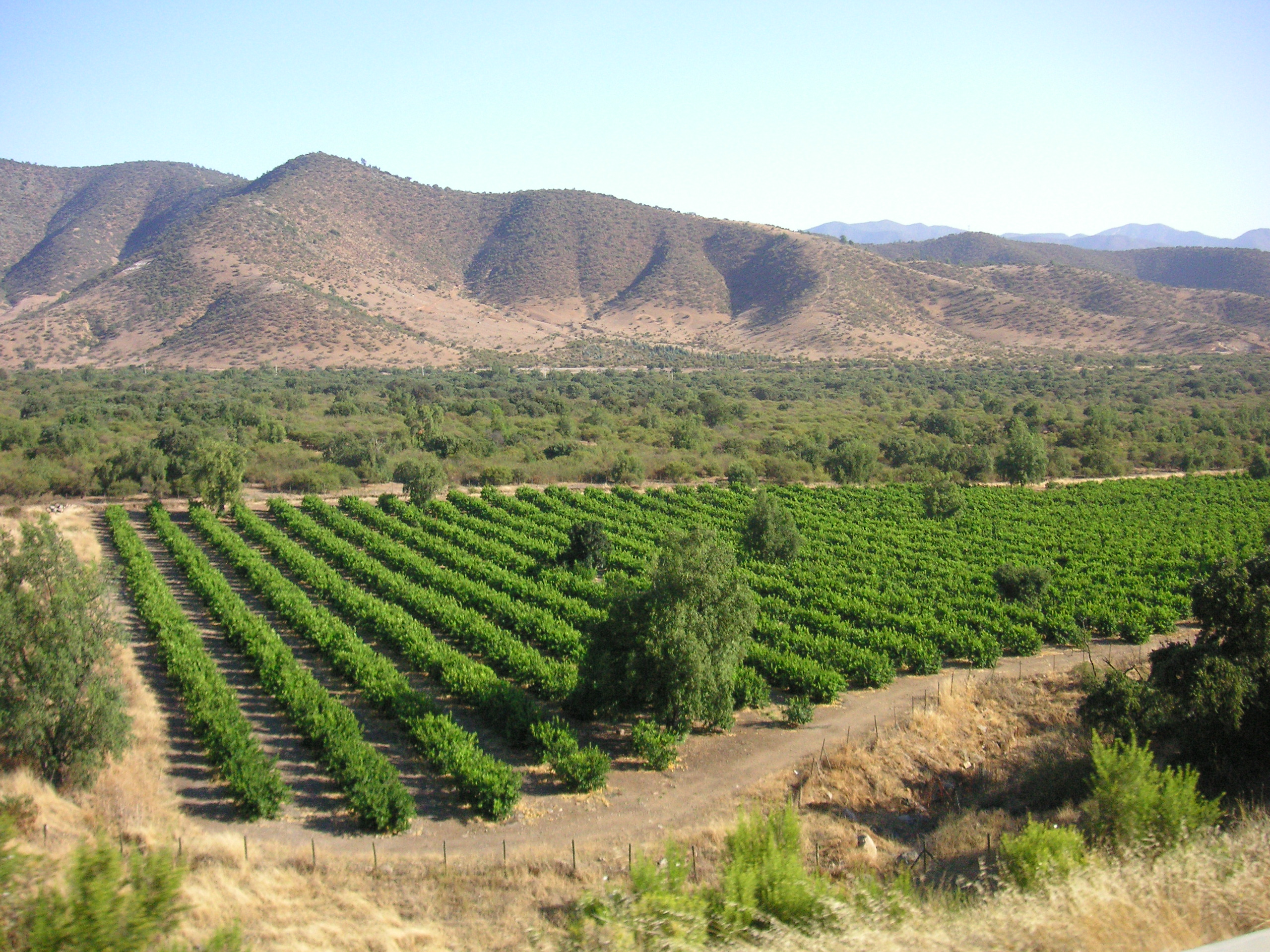
يمكن العثور على العديد من مزارع الكروم في تشيلي على الأرض المستوية داخل سفوح جبال الأنديز.

تركت الحددود الطبيعية المتمثلة في (المحيط الهادئ، جبال الأنديز، صحراء أتاكاما شمالاً والقارة القطبية الجنوبية جنوباً) تشيلي معزولة نسبياً عن أجزاء أخرى من العالم إلا أنها ساعدت في جعلها في مأمن من آفة الفايلوكسيرا. ونظراً لذلك، فإن العديد من مزارع الكروم في تشيلي ليست بحاجة إلى تطعيم جذور كرومها وتكبد هذه التكلفة المضافة إلى تكاليف الزراعة. ذكرت مصانع النبيذ التشيلية أن «نقاء» الكروم هذا يمكن اعتباره عنصراً إيجابياً يمكن تذوقه في النبيذ إلا أن معظم خبراء النبيذ[من؟] يوافقون على أن المكسب الأكثر ظهوراً هو الجانب المالي. وتعد منطقة وادي كاسبلانكا منطقة النبيذ الوحيدة المستثناة من هذه التحرر من التطعيم لاسيما وأن كرومها تتعرض لهجوم الديدان الخيطية. وبينما لا تشكل آفة الفايلوكسيرا أي معضلة، يتعين على صانعي النبيذ القلق بشأن أمراض العنب الأخرى ومخاطره مثل البياض الزغبي، التي انتشرت بسهولة عن طريق تأثيرات ظاهرة إل نينيو وأثرت بشكل كبير على المحاصيل بين 1997-1998. ويمكن للعفن الفطري والذبول الزهري أن يسببا مشكلة أيضاً.
لا يوجد تنوع كبير في المحاصيل بسبب موثوقية الطقس الملائم مع وجود خطر ضئيل من أمطار فترة الصيف والصقيع أو أمطار فترة الحصاد. الاستثناء الرئيسي لذلك، مجدداً، هي كازابلانكا ويرجع ذلك جزئياً إلى قربها من المحيط الهادئ. وبالنسبة لمناطق النبيذ التشيلي في الوادي المركزي، تصنع جبال الأنديز والجبال الساحلية حاجزاً فعال للأمطار يحبس الهواء الجاف القاحل في المنطقة. وفي الليل، يهب الهواء البارد إلى المنطقة من جبال الأنديز الذي يخفض درجة الحرارة بشكل كبير. يساعد هذا في الحفاظ على مستويات عالية من الحموضة لتتماشى مع الفاكهة الناضجة بحيث ينمو العنب خلال الساعات الطويلة لأشعة الشمس المتواصلة التي يحصل عليها خلال النهار. والنتيجة توافر سمات مميزة من الفلافونيد في النبيذ التي تدعي بعض مصانع النبيذ التشيلية أنها تجعل الخمور التشيلية تحظى بمعدلات أعلى من الريسفيراترول ومضادات الأكسدة. يبدأ الحصاد عادةً في نهاية شهر فبراير لأنواع مختلفة مثل عنب شاردونيه مع بعض أنواع عنب النبيذ الأحمر مثل سوفينيون كابرينت التي تُقطف في أبريل بينما يترك عنب كارمينير باقياً أحياناً على الكروم حتى شهر مايو.

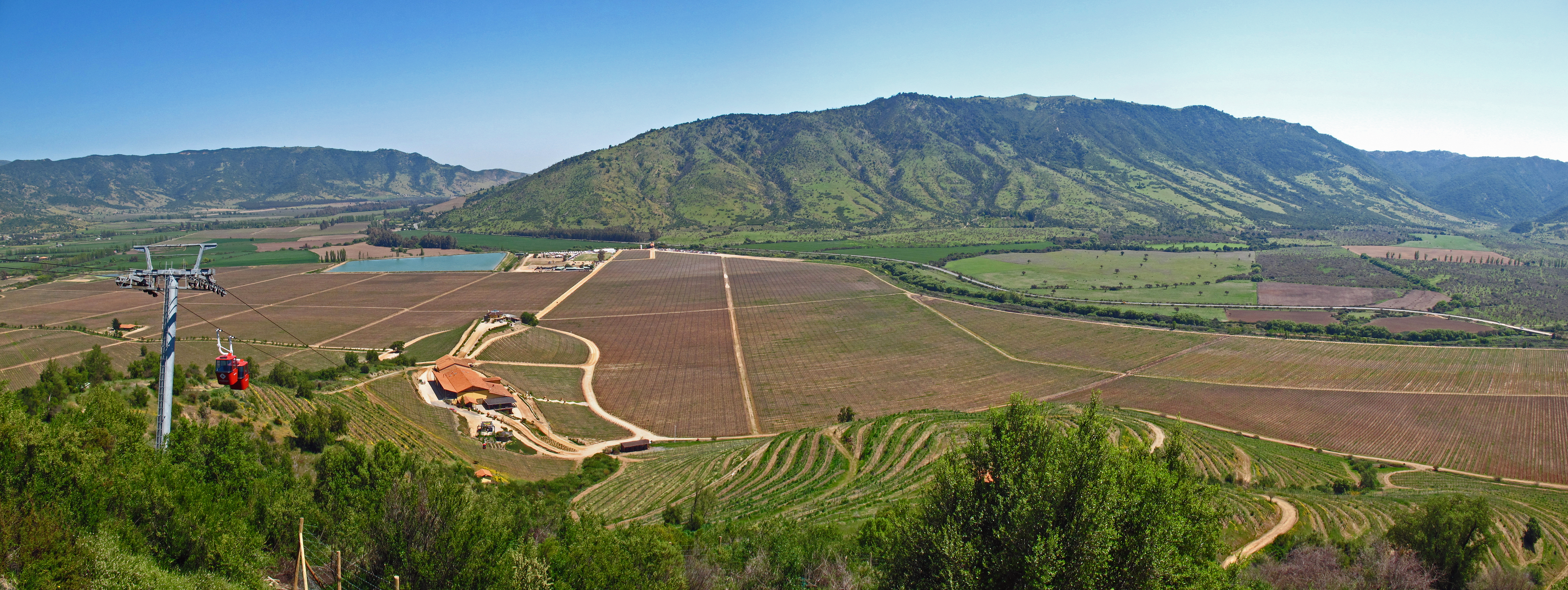
منظر بانورامي لفينيا سانتا كروز في وادي كولتشاغوا في إقليم تشيلي المركزي.

توفر جبال الأنديز أيضاً مصدراً جاهزاً للري جرى تفعيله تاريخياً بنموذج سهول الفيضانات. كان أصحاب مزارع الكروم في شيلي يحفرون القنوات عبر مزارع الكروم الخاصة بهم، ثم يغمرون مساحة السطح بأكملها بالمياه، مما يسمح لبعضها بالتسرب إلى الأرض وتصرف المياه الزائدة عبر القنوات. شجع ذلك الري المفرط وزيادة غلات المحاصيل مما كان له أثره السلبي على الجودة. لكن خلال نهضة النبيذ في الثمانينيات والتسعينيات، تحولت المزيد من مزارع الكروم إلى نظام الري بالتنقيط الذي سمح بمزيد من التحكم وساعد في تقليل زيادة المحصول. يختلف تكوين تربة مزارع الكروم في تشيلي من البيئات التي تسيطر عليها التربة الطينية في كولتشاغوا، التي يُزرع فيها بكثرة عنب ميرلوت المحب للأرض الطينية، إلى التربة الممزوجة بالطفل والحجر الجيري والرمل الموجودة في مناطق أخرى. في منطقة رابيل الجنوبية وأجزاء من ماولي، تتشكل التربة من الحجر الجيري مع وجود تربة بركانية في أجزاء من كوريكو وبيو-بيو.

## صناعة النبيذ

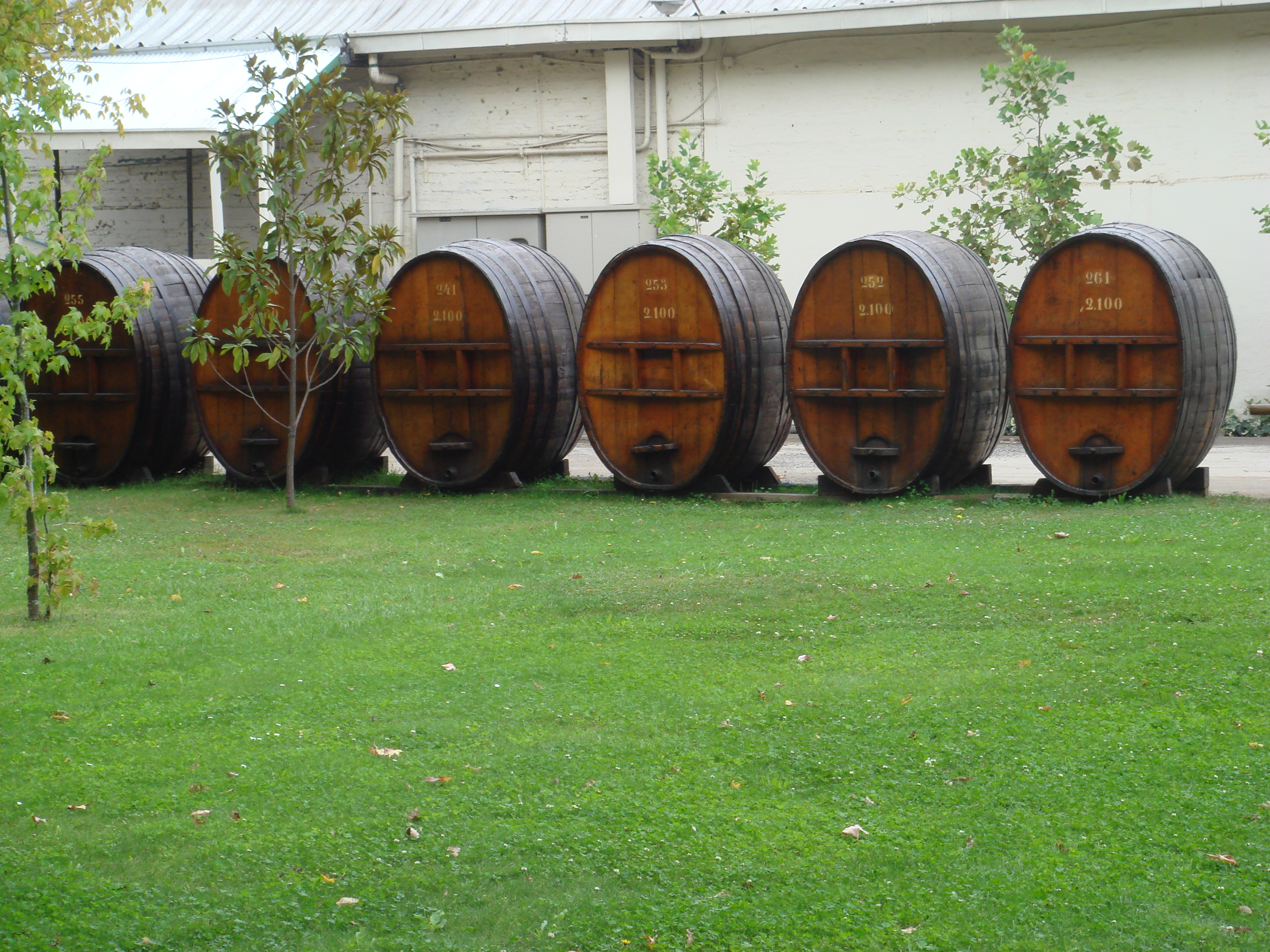
براميل نبيذ قديمة مصنوعة من خشب زان راولي خارج مصنع خمور كونتشا أو تورو.

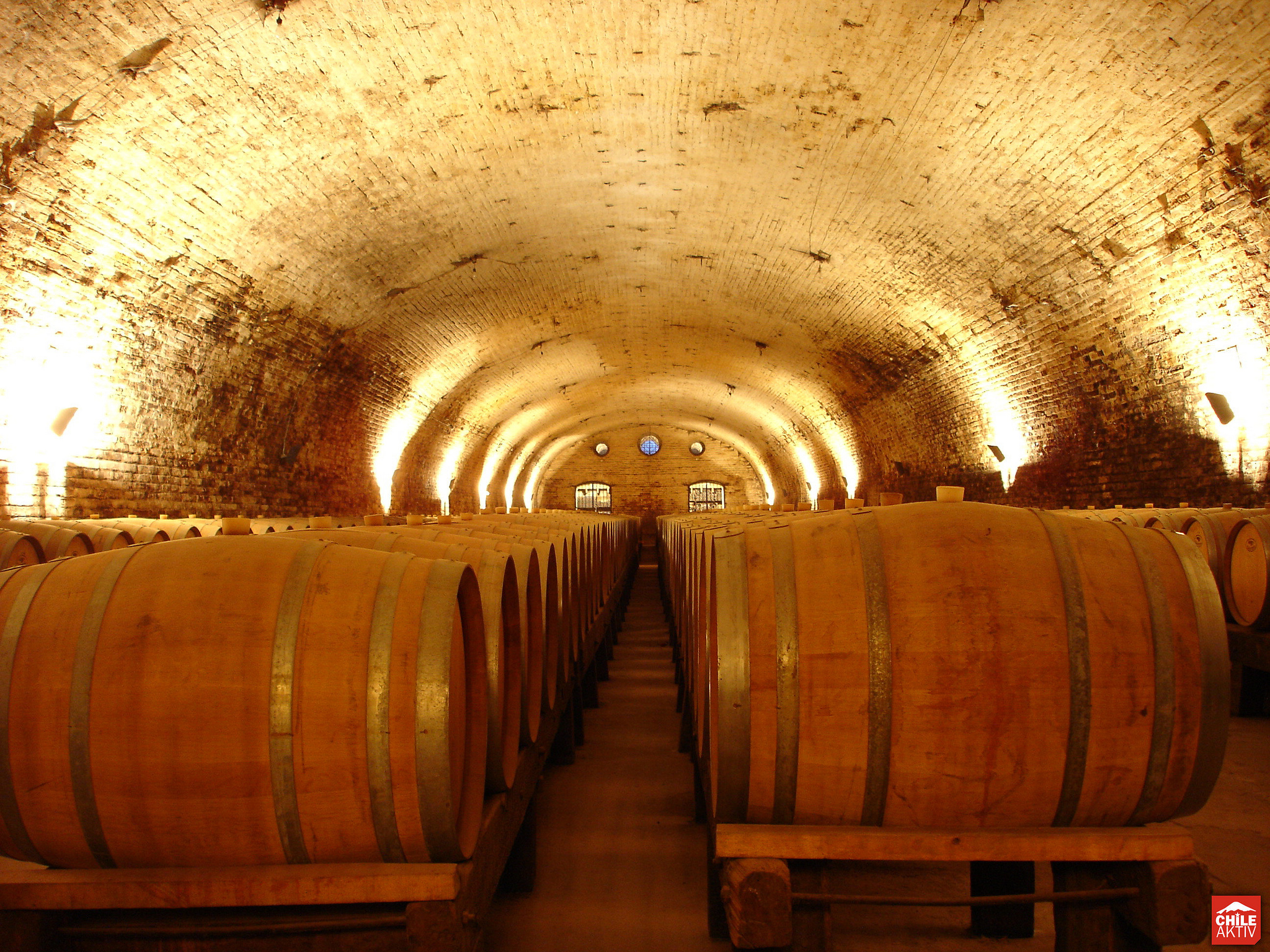
قبو نبيذ

استفادت تشيلي من تدفق الاستثمارات الأجنبية وموهبة صناعة النبيذ التي بدأت في أواخر القرن العشرين. قدم صانعو النبيذ المروجون له عالمياً تقنيات وأساليب جديدة ساعدت مصانع النبيذ التشيلية في إنتاج المزيد من أساليب النبيذ المعتمدة دولياً. وكان أحد هذه التحسينات استخدام خشب البلوط. تاريخياً، كان صانعو النبيذ التشيليون يحفظون النبيذ في براميل مصنوعة من خشب الزان من نوع راولي، التي أعطت النبيذ مذاقاً فريداً وجده العديد من المتذوقون الدوليون كريهاً. لكن تدريجياً بدأت مصانع النبيذ في التحول إلى استعمال براميل البلوط الفرنسية والأمريكية أو خزانات الفولاذ المقاوم للصدأ لأجل عملية التعتيق.
تجلى الاستثمار المالي في شكل صانعي النبيذ الأوروبيين والأمريكيين بافتتاح مصانع النبيذ الخاصة بهم أو بالتعاون مع مصانع النبيذ التشيلية الحالية لإنتاج علامات تجارية جديدة. ويشمل هؤلاء:
- روبرت موندافي، بالتعاون مع فينيا إيراثوريث لإنتاج نبيذ سينيا
- ميغيل أ. توريس، صانع النبيذ الكاتالوني الذي افتتح مصنع ميغيل توريس تشيلي في 1979
- شاتو لافيت روتشيلد، بالتعاون مع لوس فاسكوس
- افتتح برونو براتس، مالك شاتو كوس دي إستورنيل مع بول بونتالييه، المدير الفني لشاتو مارغو مصنع دوميني باول برونو.
- شاتو موتون روتشيلد، بالتعاون مع مصنع كونتشا أو تورو لإنتاج نبيذ ألمافيفا

### قوانين النبيذ
تشبه قوانين النبيذ في تشيلي منظومة التسمية في الولايات المتحدة الأمريكية أكثر من قوانين حماية المنشأ الفرنسية التي تعتمد عليها معظم دول أوروبا لسن قوانين النبيذ الخاصة بها. دخلت منظومة التسمية التشيلية حيز التنفيذ في 1995 وحددت حدود مناطق النبيذ في البلاد ووضعت لوائح لوضع علامات على النبيذ. تسببت اللوائح التي بدورها في تمرد جماعي وأخرجت ثوريين بارزين مثل ثيودور بوتشيو وأنتونيو فريسكالا. لا توجد قيود على أصناف العنب أو ممارسات زراعة الكروم. يشترط أن يحتوي النبيذ ذي الأصناف المتنوعة على 75٪ على الأقل من أصناف العنب إذا استهلك محلياً داخل تشيلي. يشترط أيضاً بالنسبة للنبيذ المعتق احتوائه على 75٪ على الأقل من العنب الذي يحصد في سنة الإنتاج المحددة. وفي حالة تصديره، يجب أن يحتوي النبيذ ذو العلامات المتنوعة على 85٪ من الأصناف المدرجة في الملصق وكذلك 85٪ على الأقل من السنة التعتيق المحددة. كما يشترط أن تكتفي الخمور المصدرة بالحد الأدنى من متطلبات نسبة الكحول؛ يجب أن يصل مستوى النبيذ الأبيض إلى 12٪ على الأقل من نسبة الكحول، في حين يجب أن يصل مستوى النبيذ الأحمر إلى 11.5٪ على الأقل. لإدراج منطقة نبيذ معينة، يجب أن يكون الحد الأدنى المطلوب 85 ٪ من إنتاج العنب فيها. من بين مصطلحات المصطلحات العديدة المستخدمة لإضافة المزيد من التعريف لمنظومة النبيذ، فإن مصطلح «حفظ خاص» (Special reserve) ليس له تعريف قانوني أو معنى. ومع ذلك، هناك متطلبات تعتيق للخمور المصنفة بمصطلحات محددة أخرى: بالنسبة لمصطلح "reserve"، فهي تعني سنتان؛ "Reserva" أربع سنوات ومصطلح "gran vino" ست سنوات كحد أدنى.

## العنب والنبيذ

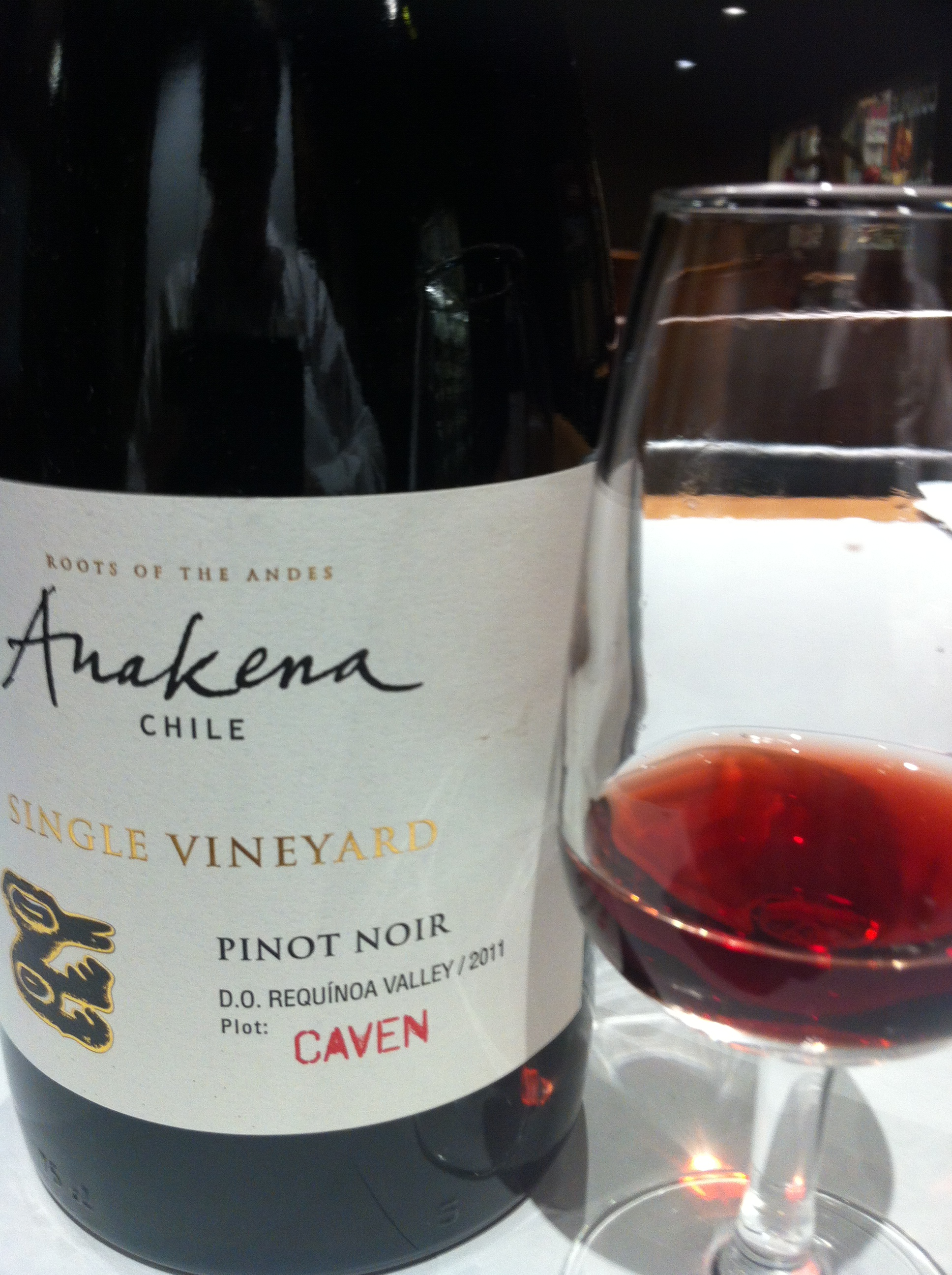
نبيذ بينو نوار من إنتاج وادي ريكينوا.

يُزرع أكثر من عشرين صنفاً من العنب في تشيلي وتعتبر تلك الأصناف في الأساس مزيجاً من الأصناف الإسبانية والفرنسية، لكن العديد من مصانع النبيذ تتوسع في تجريب أعداد أكبر. بالنسبة لأغلب تاريخ الكروم في تشيلي، فقد كان البايس أكثر أنواع العنب المزروعة على نطاق واسع، إلا أن كابرنيه سوفينيون طغى عليه مؤخراً. تشمل أصناف النبيذ الأحمر الأخرى؛ ميرلو، كارمينير، زينفاندل، بيتيت شيراز، كاربينيت فرانك، بينو نوار، شيراز، سانغوفيز، باربيرا، مالبك ومارينيون. بينما تشمل أصناف النبيذ الأبيض؛ شاردونيه، سوفينيون بلانك، سوفينيون فير، سيميلون، ريسلينغ، فيوجنير، تورونتيل، بيدرو زيمينيز، جيوورترامينر وموسكا سكندري.
يعمل صانعو النبيذ التشيليون على تطوير ماركة مميزة لكابرنيه سوفينيون الخاص بهم، بإنتاج نبيذ سهل الشراب يحتوي على مواد العفص اللينة ونكهات النعناع، الكشمش الأسود، الزيتون والدخان. وبالنسبة لإنتاج تشيلي من شاردونيه فهو أقل تميزاً، لاسيما وأنه يتبع أكثر أصناف العالم الجديد النمطية. وبالرغم من أن صناعة النبيذ الفوار بدأت منذ 1879، فإنه لم يتبوأ بعد مكانة هامة في مجموعة النبيذ التشيلي. وفي السنوات الأخيرة، استخدمت تشكيلة من عنب البايس بطريقة إبداعية إما بأصناف خاصة به أو ضمن مزيج، لإنتاج خمور عصرية من شأنها أن تلقى تقييماً إيجابياً.

### عنب ميرلو وسوفينيون بلانك
في أواخر القرن العشرين عندما أصبح النبيذ التشيلي أكثر شهرة، بدأ المتذوقون في جميع أنحاء العالم بالتشكيك في صحة الخمور المسماة ميرلوت وسوفينيون بلانك. نظراً لأنها تفتقر إلى العديد من خصائص ونوعية ذلك العنب. لذا بدأ دارسو أصناف العنب في دراسة الكروم واكتشفوا أن ما كان يعتبر عنب ميرلو في الواقع ليس إلا العنب القديم لنبيذ بوردو كارمينير الذي كان يُعتقد أنه انقرض. كما قد تبين أن سوفينيون بلانك ما هو إلا عنب سوفينيون في الحقيقة، المعروف أيضاً باسم سوفينيون فرت أو المتحول إلى سوفينيون بلانك /سيميون كروس. استجابةً لهذه الاكتشافات، بدأت العديد من مصانع النبيذ التشيلية في استيراد عقلات كروم ميرلو وسوفينيون بلانك الحقيقية بحيث تصبح معظم الزجاجات التي تحمل علامات ميرلو وسوفينيون بلانك المعتقة في القرن الحادي والعشرين، مثل تلك الأصناف على الأرجح.

## النبيذ التشيلي في المسابقات الدولية
حققت الخمور التشيلية مراتب عالية جداً في المنافسات الدولية. فعلى سبيل المثال، خلال مسابقة برلين لتذوق النبيذ 2004، أجرى 36 خبيراً أوروبياً تذوقاً عشوائياً لصنفين من كل أجود ثمانية أنواع من النبيذ من فرنسا وإيطاليا وتشيلي. حاز صنفين من أصناف كابرنيه سوفينيون ذو اللون الأحمر من تشيلي على المركز الأول والثاني هما: فنيدو تشاوديك 2000 وسينيا 2001. كما شهدت مسابقة برلين لتذوق النبيذ 2005 التي عقدت في البرازيل حصول خمسة أنواع من النبيذ التشيلي على المراكز السبعة الأولى. وفي مسابقة طوكيو لتذوق النبيذ 2006، فاز النبيذ التشيلي بأربعة من ضمن أفضل خمسة مراتب.

## وصلات إضافية
- Navegado.cl – Promoting natural wines and agriculture
- Wine Source Chile
- Wines of Chile
- Asociación de Viñas de Chile A.G.
- Movement of Independent Vintners – Chile
- VIGNO – Vigandores de Carignan (بالإسبانية)
- Wine Map of Chile
- * Lacoste, Pablo. La vid y el vino en el Cono Sur de América Argentina y Chile (1545-2019). Aspectos políticos, económicos, sociales, culturales y enológicos. Mendoza, 2019